# Jackie Chan
Jackie Chan (Hongkong, 7 april 1954) is een acteur, voormalige stuntman, zanger en kungfudeskundige uit Hongkong die vooral bekend is geworden door de min of meer door hem uitgevonden 'komische kungfu-film'.
Chans eigenlijke namen zijn Fang Shilong (Kantonees: Fôong Sie-Long) 房仕龍 en Chen Jiangsheng (Kantonees: Chan Kwôong-Saang) 陳港生. Hij ziet zichzelf als nakomeling van Fang Xuanling uit de Tang-dynastie.
Hij is gespecialiseerd in komische actiefilms waarin hij altijd de acrobatische stunts zelf uitvoert. Behalve dat hij acteur en stuntman is, regisseert, schrijft en produceert hij veel van zijn films zelf. Ook heeft hij als zanger enkele Chinese platen uitgebracht. Wereldwijd heeft hij miljoenen fans en wordt hij beschouwd als de succesvolste Chinese acteur aller tijden.

## Biografie
Chan kreeg bij zijn geboorte de naam Kong-sang Chan, en nam later de naam Cheng Long aan. Zijn ouders werkten beiden voor de Franse ambassade in Hongkong. In een interview beschrijft Chan zichzelf als een ondeugend kind.
In de jaren 70 begon Chan met zingen. Vooral in Azië is hij een bekende zanger.
Hij studeerde van 1971 tot 1973 aan de Chinese academie voor dramatiek. Al tijdens zijn studie begon hij te werken als stuntman voor grote filmstudio's als Shaw Brothers en Golden Harvest. In 1977 maakte hij zijn acteerdebuut met een klein rolletje in Hand of Death. Een kungfu/wushu-film die werd geregisseerd door de toen nog onbekende actiefilmspecialist John Woo.
Chans doorbraak kwam in 1978 met de kungfu-film Snake in the Eagle's Shadow. Deze werd gevolgd door de nog succesvollere film Drunken Master. In deze film speelde hij de historische figuur Wong Fei Hung. De film was een groot succes maar ondervond ook veel kritiek: veel kijkers vonden dat Chan de legendarische Wong Fei Hung belachelijk had gemaakt door hem in de film neer te zetten als alcoholist. Drunken Master is namelijk een mengsel van kungfu en slapstick, waarbij Wong Fei Hung een techniek uitvindt om tijdens zijn dronkenschap toch te kunnen vechten.
Na Snake in the Eagle's Shadow en Drunken Master steeg Chans populariteit. Hij regisseerde, produceerde en speelde in Project A (1983), die in dat jaar de succesvolste Hongkongfilm aller tijden werd. Het jaar daarop wist hij zijn record te breken met Armour of God, een film die dat jaar de succesvolste Hongkongfilm was.
Intussen droomde Chan van een Hollywoodcarrière en ondernam hij een poging om daar door te breken. In 1980 speelde hij de hoofdrol in de Amerikaanse lowbudget-actiefilm Battlecreek Brawl. In 1983 speelde hij een kleine rol in de Amerikaanse actiefilm The Cannonball Run en in 1984 speelde hij in de actiefilm The Protector. Zijn films flopten en Chan kon in Hollywood geen voet meer aan de grond krijgen.
Eenmaal terug in Hongkong beleefde Chan zijn grootste succes met Police Story (1985). Deze komische actiefilm was een soort parodie op de Dirty Harry-films en was voor velen de ultieme versmelting van Amerikaanse politiefilms en Chinese kungfukomedie. De film kreeg vijf vervolgen.
In de daaropvolgende jaren richtte Chan zijn eigen productiebedrijf op, waarmee hij zelf onafhankelijk van de grote filmstudio's zijn eigen films kon produceren. Tussen 1985 en 1993 maakte Chan ruim 40 films, in veel van deze films speelde hij samen met de Chinese komiek Sammo Hung.
Het werk van Chan werd lange tijd door critici als pulp beschouwd en Chan wilde graag als acteur serieus genomen worden. Daarom maakte hij in 1989 Miracles. Dit was een historisch drama waar Chan zelf ook in meespeelde. De film was zowel kwalitatief als commercieel een succes en het is de enige film van Chan die geen kungfu-film is. Hij gaf later toe dat hij de film alleen voor de critici had gemaakt.
In 1993 begon Chan voor de tweede maal aan een Hollywoodcarrière, dit keer met meer succes: de Engelstalige actiefilm First Strike deed het goed. Hetzelfde gold voor Rumble in the Bronx (1995). Chan brak definitief door toen hij in 1998 samen met komiek Chris Tucker in Rush Hour speelde. Sinds deze film mag hij zich ook in Amerika een filmster noemen.

## Privéleven
Chan is getrouwd en heeft twee kinderen. In 1982 trouwde hij met Lin Feng-Jiao, een actrice uit Taiwan. Een jaar later kregen ze een zoon Jaycee Chan, die inmiddels ook aan acteren doet. In 1999 kreeg Chan een dochter Etta Ng, met Miss Asia 1990, Elaine Ng Yi-Lei.
In China kondigde Chan aan de helft van zijn fortuin na zijn overlijden te doneren aan de Gates Foundation (die opkomt voor arme kinderen). Chans vermogen werd in 2015 geschat op 350 miljoen dollar.

## Eerbewijzen
- Pokémonfiguurtje Hitmonchan
- Juni 2018: nummer van DJ Tiësto
- Lei Wulong in het spel Tekken

## Trivia
- Enkele kenmerken van zijn stijl zijn, dat hij heel anders acteert dan bijvoorbeeld Bruce Lee, de humor en grappen die in veel films verwerkt zijn en de uitgebreide acrobatiek die bij de zelfverdediging wordt gebruikt. Hij is zeer snel in zijn uitvoering van kungfu en beheerst diverse wapens die daarbij traditioneel worden gebruikt zeer goed. Diverse films, zoals Snake & Crane Arts of Shaolin, spelen zich af in het oude China, vele ook in het moderne China en Hongkong. Een aantal recentere films speelt zich af in het Westen, veelal de Verenigde Staten, maar ook wel in andere landen: Who Am I? speelt zich deels af in Nederland.
- In Chans eerste films ligt de nadruk meer op de vechtkunst kungfu met zijn verschillende stijlen en meesters. In zijn latere films ging Chan zich steeds meer richten op actiefilms, waarbij de kungfu naar de achtergrond verschoof.
- In sommige van Chans films zitten verwijzingen naar films van Bruce Lee. New Fist of Fury kan bijvoorbeeld gezien worden als een vervolg op de film Fist of Fury van Bruce Lee, en in de film City Hunter wordt op een cruiseschip toevallig een film van Bruce Lee vertoond, en kan men Jackie Chan technieken die Bruce Lee uitvoert succesvol zien nadoen tijdens een gevecht, wat een komisch effect veroorzaakt. Telkens blijft Chans stijl echter totaal anders dan die van Lee.
- Voor zijn carrière als acteur is Chan enige tijd zelf stuntman geweest, en werkte mee aan films van onder meer Bruce Lee. Chan gebruikt, in ieder geval in zeer veel van zijn films, geen stuntmannen, en gevaarlijke stunts worden niet door trucage uitgevoerd, maar zijn echt. Hij deinst er bijvoorbeeld niet voor terug om zelf uit een helikopter op het dak van een gebouw te springen. Door de jaren heen heeft hij dan ook veel blessures gehad, zoals botbreuken in vingers, neus en been. Lange tijd lukte het Chan en zijn medewerkers niet zich te verzekeren, omdat alle verzekeringsmaatschappijen de stunts die werden uitgevoerd veel te gevaarlijk vonden.
- In een interview beschrijft Chan het gevaarlijkste ongeluk dat hij ooit heeft gehad, dat hij bijna niet overleefde. Dit gebeurde in Joegoslavië, bij de opnames voor de film Armour of God. Chan sprong van muur tot muur, op zich voor hem niet zo'n gevaarlijke stunt, maar hij kon zich niet goed vasthouden aan een tak, die mogelijk te vochtig was. Hij viel ongeveer 30 meter en liep zeer ernstige verwondingen op. De reden die Chan geeft voor het zelf uitvoeren van gevaarlijke stunts is dat mensen niet naar de film komen om stuntmannen te zien acteren.
- Over wat Chan wil bereiken in zijn leven, zegt hij in een interview, dat als men een encyclopedie openslaat, bijvoorbeeld een filmencyclopedie, daarin bladert, en "Jackie Chan" erin tegenkomt, dat is genoeg.
- Jackie Chan en de Berlijnse beren: Chan verbleef in 2003 verschillende weken in Berlijn – naar aanleiding van opnamen voor de film De reis om de wereld in tachtig dagen. In deze tijd raakte hij verliefd op de Berlijnse beren[2]. Hij zette zich ervoor in dat de tentoonstelling van de cirkel van de United Buddy Bears, die voor een vreedzame wereld werft, in 2004 naar Hongkong kwam en daar in het Victoria Park kon worden gepresenteerd. Bij de opening van de tentoonstelling konden aan Jackie Chan en twee andere organisaties voor hulp aan kinderen cheques met een totale waarde van 4,14 miljoen HKD worden overhandigd. De tentoonstelling doet sindsdien veel grote steden op alle continenten aan.

## Filmografie
Alle films waar Chan als acteur aan heeft meegewerkt
- Karate Kid: Legends (2025)
- Teenage Mutant Ninja Turtles: Mutant Mayhem (2023)
- The LEGO Ninjago Movie (2017)
- The Foreigner (2017)
- Kung Fu Yoga (2017)
- Kung Fu Panda 3 (2016)
- Skiptrace (2016)
- Dragon Blade (2015)
- Police Story 2013 (2013)
- Chinese Zodiac (2012)
- 1911  (2011)
- Shaolin  (2011)
- Kung Fu Panda 2  (2011)
- The Karate Kid (2010)
- Little Big Soldier (2010)
- The Spy Next Door (2010)
- Shinjuku Incident (2009)
- Kung Fu Panda (2008)
- The Forbidden Kingdom (2008)
- Rush Hour 3 (2007)
- Rob-B-Hood (2006) (ook bekend als project BB)
- The Myth (2005)
- New Police Story (2004)
- The Twins Effect 2 (2004) (ook bekend als The Huadu Chronicles: Blade of the Rose)
- Around the World in 80 Days (2004)
- Enter the Phoenix (2004)
- The Medallion (2003)
- Twins Effect (2003)
- Shanghai Knights (2003)
- The Tuxedo (2002)
- Rush Hour 2 (2001)
- The Accidental Spy (2001)
- Jackie Chan Adventures (2000-2005)
- Shanghai Noon (2000)
- The King of Comedy (1999)
- Gorgeous (1999)
- Who Am I? (1998)
- Rush Hour (1998)
- Mr. Nice Guy (1997)
- An Alan Smithee Film: Burn Hollywood Burn (1997)
- Police Story 4: First Strike (1996) (ook bekend als Jackie Chan's First Strike)
- Thunderbolt (1995) (ook bekend als Dead Heat)
- Rumble in the Bronx (1995)
- Drunken Master II (1994) (ook bekend als The Legend of Drunken Master, 2000)
- Once a Cop (1993) (ook bekend als Supercop 2 en Police Story V)
- Crime Story (1993) (ook bekend als Police Story IV en The New Police Story)
- City Hunter (1993)
- Police Story 3: Supercop (1992) (ook bekend als Supercop)
- Twin Dragons (1992) (ook bekend als Brother vs. Brother en When Dragons Collide)
- A Kid from Tibet (1991)
- Island of Fire (1991) (ook bekend als The Burning Island)
- Armour of God II: Operation Condor (1990)
- Miracles (1989) (ook bekend als The Canton Godfather en Black Dragon)
- Police Story 2 (1988)
- 3 Brothers and one sister (Closed relationship) (1988)
- Dragons Forever (1988)
- Project A Part II (1987) (ook bekend als Jackie Chan's Project A2 en Project B)
- Armour of God (1986)
- Dirty Boys (1986) (ook bekend als Naughty Boys)
- Police Story (1985)
- Heart of Dragon (1985)
- Ninja and the Thief (1985) (ook bekend als Ninja Thunderbolt)
- The Protector (1985)
- Twinkle, Twinkle Lucky Stars (1985) (ook bekend als My Lucky Stars 2)
- My Lucky Stars (1985)
- Wheels on Meals (1984)
- Dragon Attack (1984)
- Pom Pom (1984) (ook bekend als Motorcycle Cop 2) (cameo)
- Two in a Black Belt (1984)
- Cannonball Run II (1983)
- Fearless Hyena Part II (1983)
- Winners and Sinners (1983) (ook bekend als Five Lucky Stars)
- Project A (1983) (ook bekend als Jackie Chan's Project A)
- Dragon Lord (1982)
- Black Magic Wars (1982)
- Fantasy Mission Force (1982)
- The Cannonball Run (1981)
- The Big Brawl (1980)
- The Young Master (1980)
- Dragon Fist (1979)
- The Fearless Hyena (1979)
- Master With Cracked Fingers (1979)
- Spiritual Kung-Fu (1978) (ook bekend als Karate Ghostbuster)
- Drunken Master (1978)
- Magnificent Bodyguards (1978)
- Snake & Crane Arts of Shaolin (1978)
- Snake in the Eagle's Shadow (1978)
- Half a Loaf of Kung Fu (1978)
- The 36 Crazy Fists (1977)
- To Kill with Intrigue (1977)
- The Killer Meteors (1976)
- Shaolin Chamber of Death (1976) (ook bekend als 36 Wooden Men, Shaolin Wooden Men, Shaolin Wooden Men - Young Tiger's Revenge, en Wooden Man)
- Countdown in Kung Fu (1976)
- New Fist of Fury (1976)
- Mr. Boo 2 : The Private Eyes (1976)
- All in the Family (1975)
- Bruce Lee and I (1975)
- No End of Surprises (1975)
- Fists of the Double K (1974)
- The Golden Lotus (1974)
- Police Woman (1974)
- Supermen Against the Orient (1974)
- Enter the Dragon (1973)
- Facets of Love (1973)
- Eagle Shadow Fist (1973)
- Attack of the Kung Fu Girls (1973)
- Little Tiger From Canton (1973)
- Lady Kung Fu (1972)
- Come Drink with Me (1966)
- The Story of Qin Xianglian (1964)
- Big and Little Wong Tin Bar (1962)

- Bibsys: 98037499
- Biblioteca Nacional de Chile: 000776828
- Biblioteca Nacional de España: XX1298437
- Bibliothèque nationale de France: cb13978830n (data)
- Catàleg d'autoritats de noms i títols de Catalunya: 981058519676806706
- CiNii: DA12186380
- Gemeinsame Normdatei: 120593955
- International Standard Name Identifier: 0000 0001 1480 4307
- Library of Congress Control Number: no96039667
- MusicBrainz: 283f3d8b-f210-473e-9182-8b37c3e97984
- National Archives and Records Administration: 209278598
- National Central Library: 000857217
- Bibliotheek van het Japanse parlement: 00435676
- Nationale Bibliotheek van Tsjechië: xx0045960
- Nationale bibliotheek van Australië: 36678216
- Nationale Bibliotheek van Israël: 987008983985105171
- Nationale Bibliotheek van Polen: a0000001637922
- Nederlandse Thesaurus van Auteursnamen: 330822861
- ORCID: 0000-0002-2959-0492
- Russische Staatsbibliotheek: 000019936
- Istituto Centrale per il Catalogo Unico: TO0V389374
- SNAC: w6rv0vq1
- Système universitaire de documentation: 083462856
- Trove: 1389071
- Virtual International Authority File: 116650054
- WorldCat: E39PBJvxqbQ8C78wyXppQVXTpP